# Oczyszczanie strefowe
Oczyszczanie strefowe to proces oczyszczania substancji (najczęściej metali, ale także  np. półprzewodników) od występujących w bardzo małych stężeniach zanieczyszczeń.
Oczyszczanie strefowe polega na miejscowym ogrzewaniu niewielkiej strefy pręta z oczyszczanej substancji aż do jego stopienia i przesuwaniu strefy stopionej substancji z jednego końca pręta na drugi. Powoduje to przesuwanie zanieczyszczeń zgodnie z kierunkiem przesuwania strefy stopienia.